# Червены, Рудольф
Рудольф Червены (чеш. Rudolf Červený; род. 6 августа 1989, Ческе-Будеёвице) — чешский хоккеист, нападающий. 

## Карьера
Рудольф Червены начал свою хоккейную карьеру в 2008 году, играл за родной клуб «Ческе-Будеёвице».
Также 2 года выступал за океаном, в Западной хоккейной лиге.
Помимо Чехии в Европе играл в КХЛ за братиславский «Слован» и в Шведской лиге за «Брюнес».
В 2016 году дебютировал в сборной Чехии на этапе Еврохоккейтура.
Летом 2019 года вернулся в «Градец-Кралове», в котором он уже играл 5 лет (с 2013 по 2018 год).
В конце января 2020 года была обменян в клуб «Комета Брно».
Сезон 2020/2021 провёл в Финляндии, играя за «Пеликанс».
В 2021 году вернулся в КХЛ и стал игроком рижского «Динамо».

## Достижения
- Бронзовый призёр чемпионата Чехии 2017

## Статистика
Обновлено на конец сезона 2020/2021
Чешская экстралига — 449 игр, 178 очков (90 шайб + 88 передач)
Западная хоккейная лига — 121 игра, 41 очко (16+25)
Чешская первая лига — 70 игр, 31 очко (16+15)
Чемпионат Финляндии — 61 игра, 42 очка (24+18)
КХЛ — 57 игр, 23 очка (11+12)
Европейский трофей — 21 игра, 3 очка (3+0)
Сборная Чехии — 26 игр, 9 очков (3+6)
Шведская лига — 11 игр, 5 очков (1+4)
Кубок Шпенглера — 7 игр, 3 очка (0+3)
Лига чемпионов — 13 игр, 8 очков (2+6)
Всего за карьеру — 836 игр, 343 очка (166+177)